# Kosuke Yatsuda
Kosuke Yatsuda (八田 康介 Yatsuda Kosuke?), född 17 mars 1982 i Fukuoka prefektur, är en japansk före detta fotbollsspelare.
Yatsuda började sin karriär 2000 i Sanfrecce Hiroshima. Efter Sanfrecce Hiroshima spelade han för Sagan Tosu, FC Tokyo, Yokohama FC, Tokushima Vortis, SC Sagamihara och Avispa Fukuoka. Han avslutade karriären 2012.